# Ні-Нейт
Ни-Нейт, також Гор-ні-Нейт — ймовірний давньоєгипетський фараон, який належав до 0-ї Династії додинастичного періоду.

## Життєпис
Нині про його родину відомостей немає. Ймовірно, правив на півдні Єгипту; його царювання мало належати до пізнього додинастичного періоду, і він міг бути сучасником Нармера.
Дотепер ім'я Ні-Нейта відоме лише за двома згадками на спалених вазах, що їх було знайдено у гробниці № 257 в Хелуані. Прочитання імені є проблематичним через те, що його написання погано збереглось. Єгиптологи Едвін ван дер Брінк і Кристіана Келер переконані у читанні імені як «Ni-Neith». Точніше його звучання поки що не визначено.

## См.також
- Список керівників держав 4 тисячоліття до н.е.